# František Fabiánek

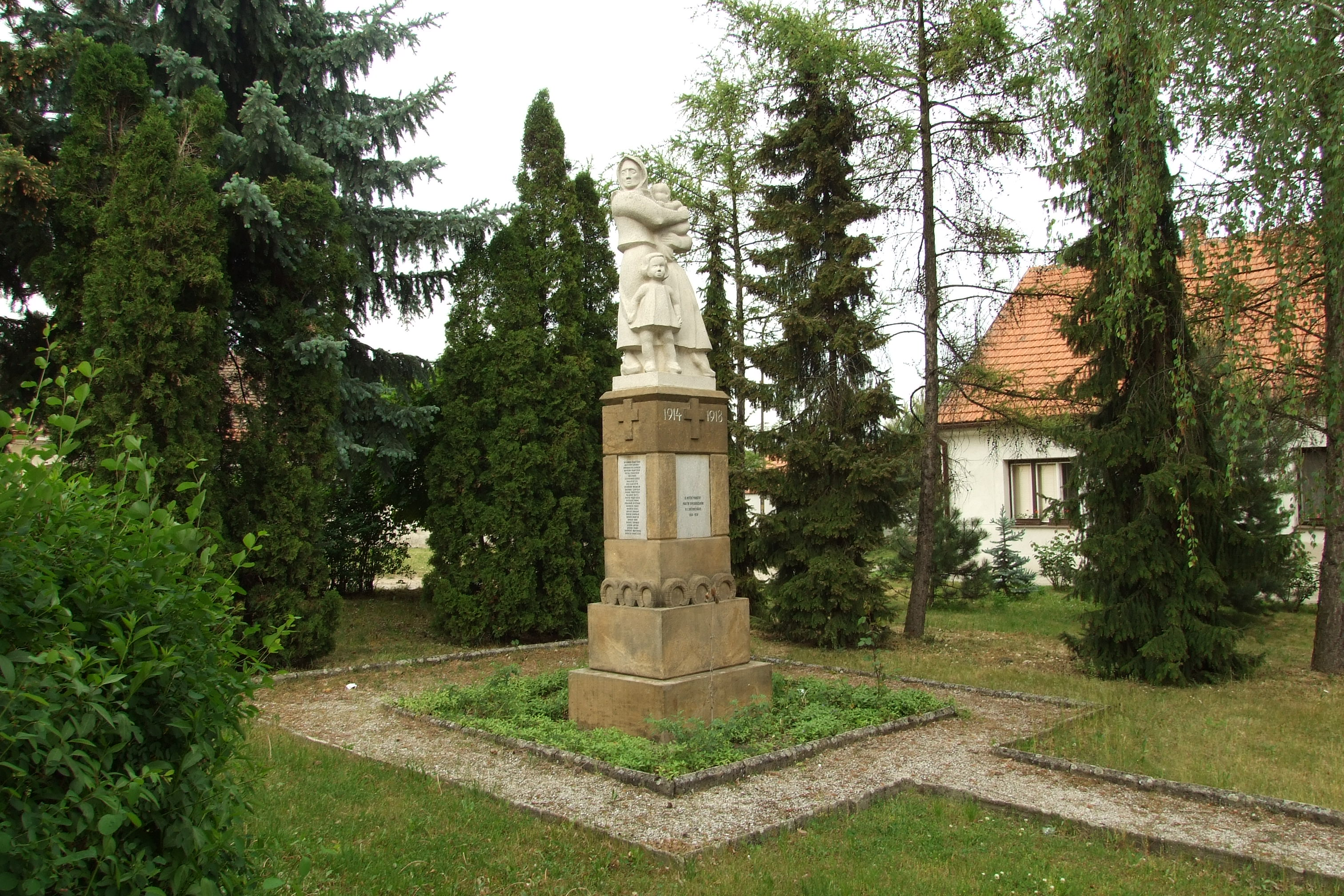
Denkmal der Opfer des Ersten Weltkriegs in Brno-Ivanovice

František Fabiánek (* 14. Oktober 1884 in Boskovice; † 3. Dezember 1967 in Brno) war ein tschechoslowakischer akademischer Bildhauer. Er schuf zahlreiche Plastiken und Porträts für Denkmäler und Architekturzwecke, die auf dem Gebiet der Tschechoslowakischen Republik errichtet wurden.

## Leben
František Fabiánek besuchte von 1901 bis 1905 die Steinmetz- und Bildhauerschule in Horice. Später studierte er von 1905 bis 1910 bei Josef Václav Myslbek an der Kunstakademie von Prag. Im Jahr 1910 hielt er sich privat in Paris auf.
In der Zeit zwischen 1911 und 1914 lebte Fabiánek in Hradec Králové und wirkte an der Gestaltung einiger Bauten in dieser Stadt mit, die in dieser Zeit entstanden. Mehrere seiner Werke sind hier öffentlich zugänglich.
Nach dem Ersten Weltkrieg lebte und arbeitete Fabiánek vorrangig in der Region Brno.
Die von ihm geschaffene Statue des Heiligen Wenzel (Sv. Václav) auf dem Berg Kotouč (532 m) bei Štramberk wurde einschließlich ihrer tschechischen Inschriften nach der faschistischen Okkupation im Jahr 1939 zerstört. Die Reste des Denkmals trug man 1948 ab.

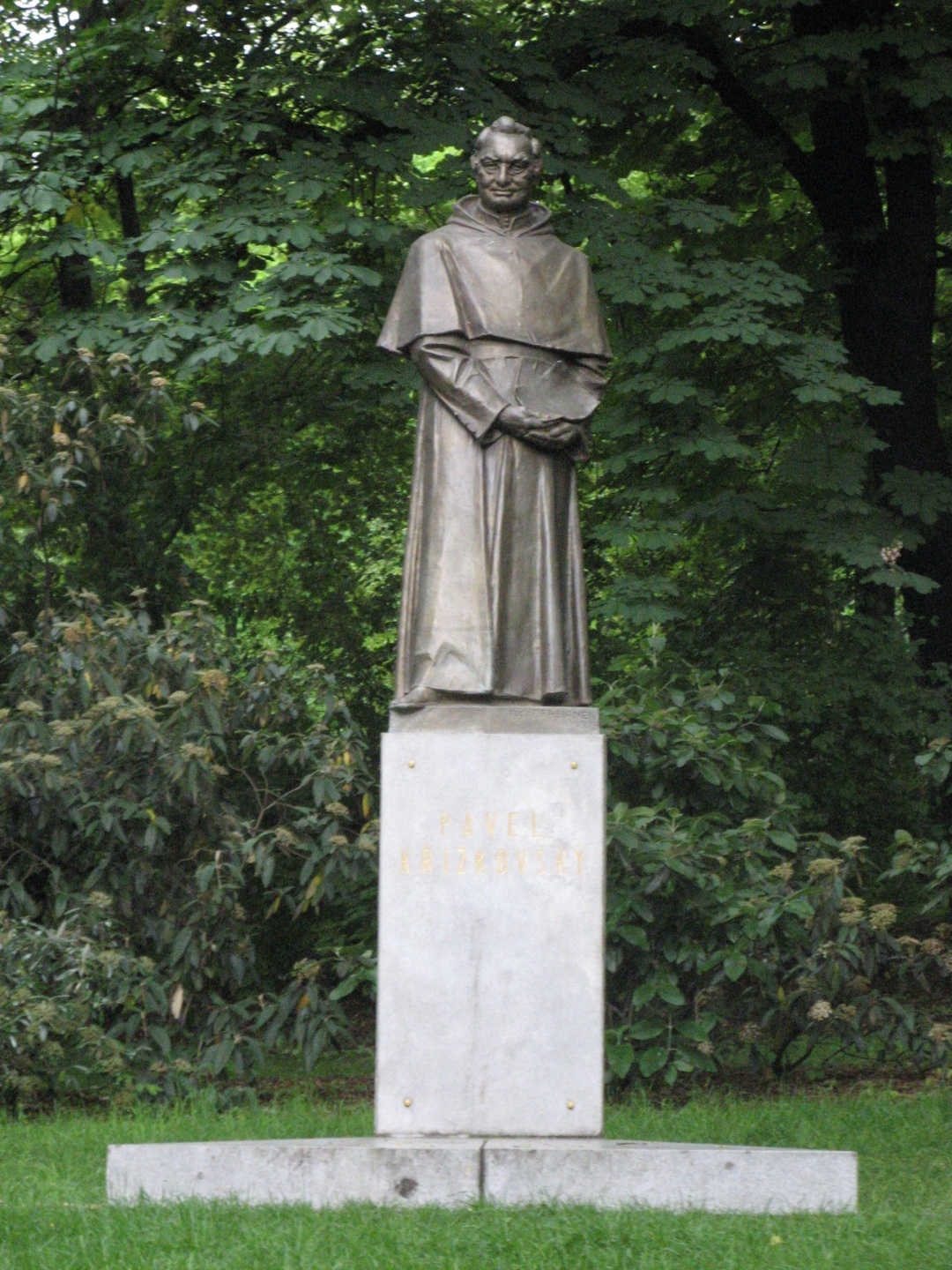
Denkmal des Pavel Křížkovský in Brno

## Ausgewählte Werke
- drei Karyatidenfiguren am Dachgeschoss der Galerie der modernen Künste in Hradec Králové (1911–1912)
- Denkmal Meister Jan Hus in Hradec Králové / Sukovy sady (enthüllt 11. August 1914)
- Denkmal Kaiser Franz Josef in Brünn (aufgestellt 1916)
- Denkmal Jan Hus in Brezová pod Bradlom (errichtet 1922)
- Denkmal der Opfer des I. Weltkriegs 1914–1918 (aufgestellt 28. Oktober 1923) in Brno-Ivanovice
- Denkmal Pavel Křížkovský in Brno (aufgestellt 1926)
- Statue des Sv. Václav auf dem Berg Kotouč bei Štramberk (aufgestellt 1932), seit 1994 eine Replik von Bildhauer Jan Kozel
- Plastiken am Gebäude der Neuen Philosophischen Fakultät der Universität Hradec Králové
- Světlonoška in Boskovice (in der Hybešova-Strasse)